# De vises sten
För andra betydelser, se De vises sten (olika betydelser).

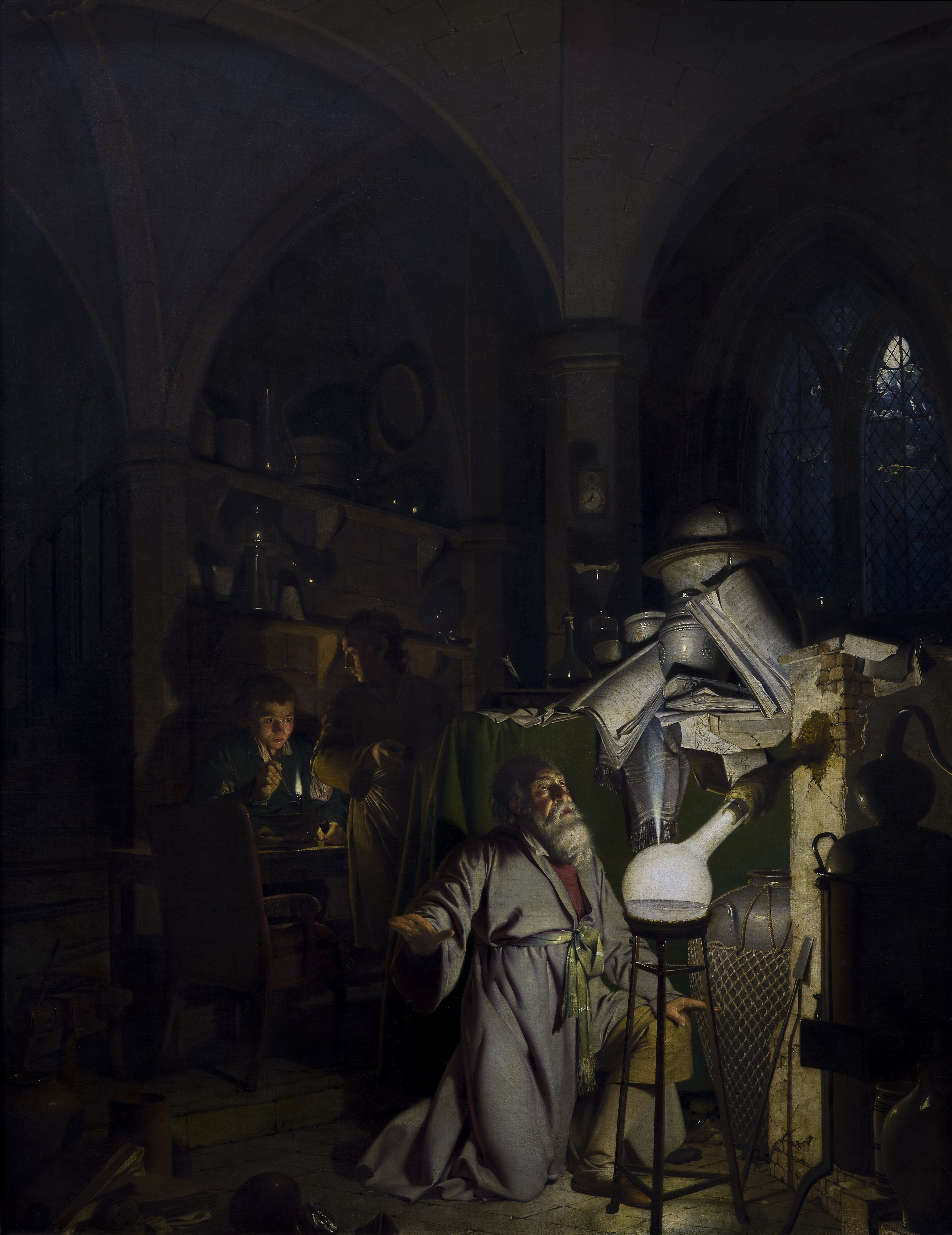
"Alkemistens sökande efter de vises sten" av Joseph Wright, 1771.

De vises sten är ett fiktivt ämne med mirakulösa egenskaper. Medeltidens alkemister trodde att det kunde omvandla oädla metaller till ädla samt bota alla sjukdomar och förlänga livet. Denna sagolika urmateria som alla andra ämnen skapades ifrån fick så småningom en mängd olika namn som till exempel den röda tinkturen, det stora elixiret och metallernas kvintessens. Chrysopoeia är termen för de alkemiska försöken att tillverka guld.
Detta ämne troddes innehålla livsprincipen för alla varelser och ting i den skapade världen och därför mäktigt att förvandla alla "omogna" eller "sjuka" metaller, det vill säga silver och oädla metaller, till "frisk" metall, guld. Ämnet troddes också, när det nyttjades i förtunnad form som "drickbart guld" eller "livselixir" kunna återställa sjuka och ålderstigna människor till hälsa och ungdom. De vises sten påstods bestå av ett pulver som inte bara med sin blotta närvaro kunde transmutera en metall till guld, utan även växa och "föröka" sig, så att den aldrig tog slut. Olika sammansättningar av svavel och kvicksilver, så kallat filosofiskt mercurium, var viktiga i experimenten.
Sitt förfaringssätt framställde alkemisterna i olika skrifter ibland i en gåtfull, mycket skiftande terminologi. Det kunde vara långa beskrivningar, symboler och formler och skrivna på ett allegoriskt språk för att ingen annan skulle få tag på kunskapen. Dessa är så obegripliga att dagens kemister inte kan tyda dem. 
En person som enligt legenden sägs ha funnit de vises sten är Nicolas Flamel.